# Маттерн, Йоахим
Йоахи́м Ма́ттерн (нем. Joachim Mattern; 2 мая 1948, Бесков) — немецкий гребец-байдарочник, выступал за сборную ГДР на всём протяжении 1970-х годов. Чемпион летних Олимпийских игр в Монреале, чемпион мира и Европы, победитель многих регат национального и международного значения.

## Биография
Йоахим Маттерн родился 2 мая 1948 года в городе Бескове. Активно заниматься греблей начал с раннего детства, проходил подготовку в столичном спортивном клубе «Берлин-Грюнау».
Первого серьёзного успеха на взрослом международном уровне добился в 1969 году, когда попал в основной состав национальной сборной ГДР и побывал на чемпионате Европы в Москве, откуда привёз две награды золотого достоинства, выигранные в зачёте четырёхместных байдарок на дистанциях 1000 и 10000 метров. Год спустя выступил на чемпионате мира в Копенгагене, где на тысяче метрах стал бронзовым призёром в двойках и серебряным призёром в четвёрках. Благодаря череде удачных выступлений удостоился права защищать честь страны на летних Олимпийских играх 1972 года в Мюнхене — в одиночках на километре занял в финале шестое место, тогда как в четвёрках на той же дистанции сумел дойти только до стадии полуфиналов.
В 1973 году на мировом первенстве в финском Тампере Маттерн выиграл бронзу в двойках на километре. Будучи одним из лидеров гребной команды ГДР, благополучно прошёл квалификацию на Олимпийские игры 1976 года в Монреале — вместе с напарником Берндом Ольбрихтом одолел всех соперников на пятистах метрах и завоевал тем самым золотую олимпийскую медаль. Также они выиграли серебряную медаль на тысяче метрах, проиграв в решающем заезде лишь советскому экипажу Сергея Нагорного и Владимира Романовского.
Став олимпийским чемпионом, Йоахим Маттерн ещё в течение некоторого времени оставался в основном составе национальной сборной ГДР по гребле и продолжал принимать участие в крупнейших международных регатах. Так, в 1977 году он выступил на чемпионате мира в болгарской Софии, где в двойках получил золото на пятистах метрах и серебро на тысяче метрах. Вскоре по окончании этих соревнований принял решение завершить спортивную карьеру, уступив место в команде молодым немецким гребцам.
Покинув большой спорт, работал тренером по гребле на байдарках и каноэ, в том числе в период 2005—2009 годов возглавлял национальную сборную Германии (впоследствии на этом посту его сменил Рольф-Дитер Аменд). Состоял в Ассоциации каноэ Германии.